# William Rush
William Rush (Filadelfia, 4 luglio 1756 – 17 gennaio 1833) è stato uno scultore statunitense.
Rush è considerato il più grande esponente del neoclassicismo negli USA, realizzò varie figure di legno o terracotta, tra le quali un autoritratto raffigurato qui a fianco.
In principio fu iniziato alla scultura di figure lignee da usare sulle navi (polene). Lo stile di Rush prevedeva l'utilizzo di intagli profondi che, grazie al sapiente uso di ombre e contrasti, risultavano visibili da notevole distanza. Rush ebbe il merito di riuscire a fondere la tradizione americana con le forme neoclassiche.

## Marina degli Stati Uniti
Per la Marina degli Stati Uniti, Rush intagliò le polene di quattro delle originali sei fregate: Genius of the United States (1796), Nature (1797), Revolution (1799) e Goddess of Wisdom (1799).
Progettò la golena della quinta Hercules (1796, scolpita originariamente da John Skillin e sostituita nel 1848 da una polena di Andrew Jackson) e probabilmente anche quella della sesta fregata George Washington (1800, scolpita dall'ex apprendista di Rush, Daniel N. Train).
Oltre a queste realizzò delle polene per altre imbarcazioni della marina statunitense tra cui le fregate USS John Adams (John Adams, 1799), USS Philadelphia (Hercules, 1799, bruciata nel 1804) e la USS Potomac (Capitano John Smith, 1822), le cannoniere USS Franklin (Benjamin Franklin, 1815, conservata presso il Museo dell'Accademia Navale degli Stati Uniti), USS Columbus (Christopher Columbus, 1819), USS North Carolina (Sir Walter Raleigh, 1820) e la USS Pennsylvania (Hercules, 1824–37, attribuita a Rush o a suo figlio John).

## Sculture pubbliche

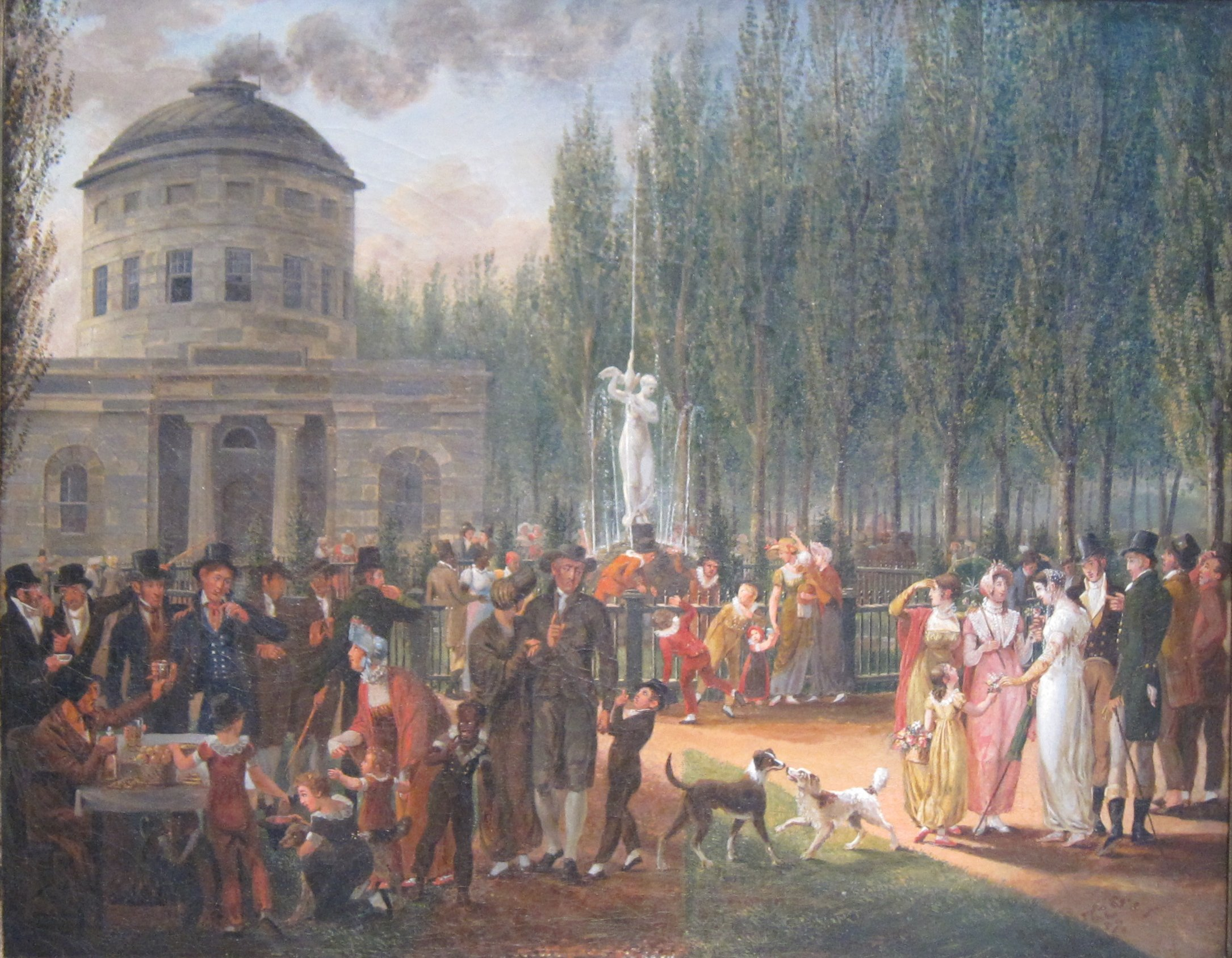
Quattro di Luglio a Center Square (dipinto intorno al 1812) di John Lewis Krimmel, Accademia delle Belle Arti della Pennsylvania, Filadelfia, Pennsylvania. La statua al centro della piazza è l'opera di Rush Water Nymph and Bittern (1809).

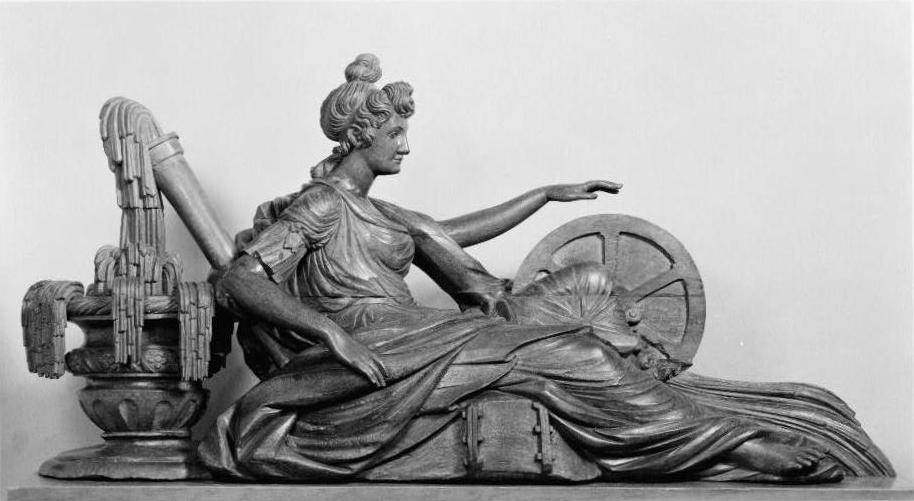
La figura allegorica The Waterworks di William Rush (1825). Pino, verniciato di bianco. Foto: 1930. Museo dell' Arte di Filadelfia.

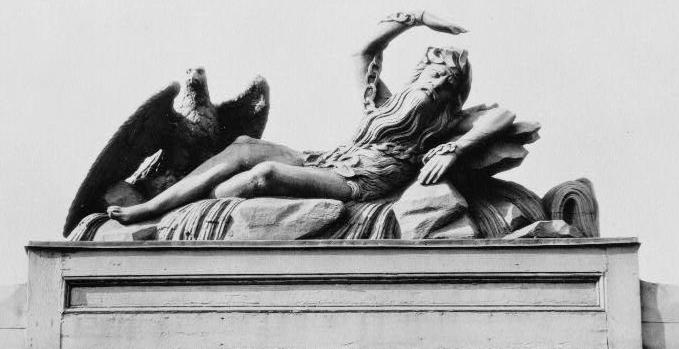
Figura allegorica The Schuylkill Chained di William Rush (1825). Pino, verniciato di bianco. Foto: 1930. Museo dell' Arte di Filadelfia.

Rush fu uno dei primi artisti a creare sculture pubbliche negli Stati Uniti. Le sue figure gemelle “Commedia” e “Tragedia” (1808), furono posizionate in alcune nicchie sulla facciata del teatro Chestnut Street di Filadelfia's.
La sua opera Water Nymph and Bittern fu pensata come una scultura da installare sul Center Square Waterworks progettato da Benjamin Latrobe, che si trovava di fronte a quella che oggi è la Philadelphia City Hall.

Il ponte Schuylkill Permanent Bridge a Filadelfia fu abbellito con due delle sue sculture, Agriculture e Commerce (1812). Nell'edificio Philadelphia Custom House (realizzato da William Strickland) figurava un'altra opera chiamata Commerce (1819), e le sue sculture Wisdom e Justice (realizzate intorno al 1824, Fairmount Park Commission) decoravano un arco di trionfo eretto di fronte alla Independence Hall in onore della visita, avvenuta nel 1824, del marchese Lafayette. Rush intagliò un mezzobusto di Lafayette (1824, Accademia delle Belle Arti di Filadelfia) durante la permanenza di 8 giorni del nobiluomo francese nella città di Filadelfia.
La sua maggiore opera fu probabilmente un crocefisso a grandezza naturale chiamato Crucifixion, scolpito per la Chiesa di Sant'Agostino nel 1810. L'opera andò perduta nel 1844, quando la chiesa fu bruciata durante le proteste anticattoliche avvenute in quel periodo.
Rush scolpì le figure allegoriche The Schuylkill Chained (1825) e The Waterworks (1825) per il Fairmount Waterworks. Queste opere furono posizionate su dei padiglioni lungo il fiume Schuylkill. La scultura Water Nymph and Bittern fu posizionata presso il Fairmount Waterworks all'incirca nello stesso periodo e nel 1872 ne fu anche realizzato un calco bronzeo.

## Eredità

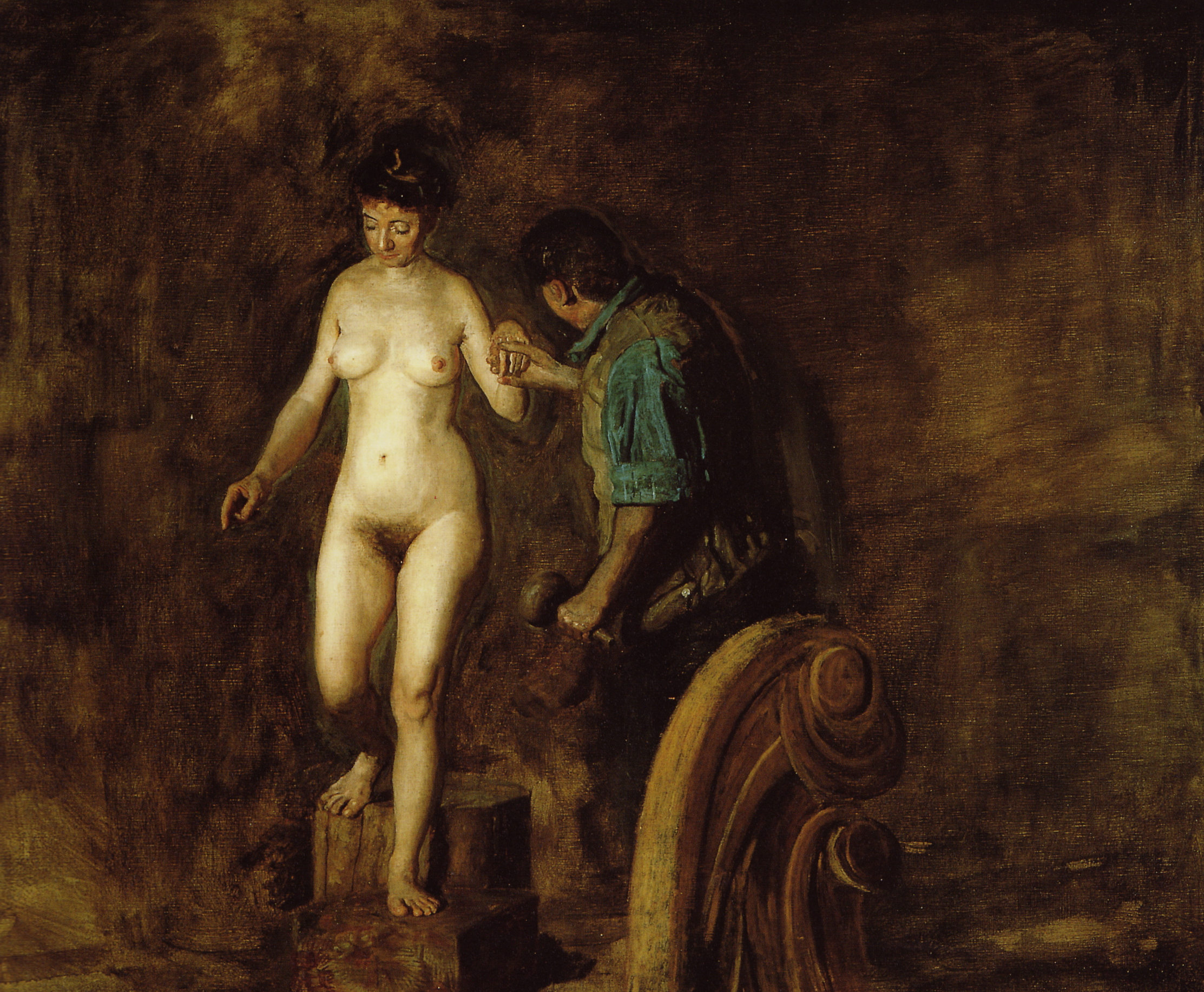
William Rush e il Suo Modello di Thomas Eakins (1907-08), olio su tela, 35¼ x 47¼ pollici. Museo dell'Arte di Honolulu. Si è ipotizzato che in quest'opera Eakins abbia ritratto se stesso in vece di William Rush.

Con l'aiuto del suo amico Charles Willson Peale, Rush fondò l'Accademia delle Belle Arti della Pennsylvania, mostrando così il suo interesse per un'arte che andava oltre la tradizione americana dell'epoca. All'età di 66, scolpì un busto rappresentante se stesso (1822), che ancora oggi è custodito in quel museo.
Wisdom e Justice sono state date in prestito all'Accademia delle Belle Arti, tra le cui proprietà si annoverano anche una collezione di busti realizzati da Rush, la statua di un'aquila a grandezza naturale, e la testa di una ninfa proveniente dalla sua opera Water Nymph and Bittern.
Rush's life-sized statue of George Washington (1815), long exhibited at Independence Hall, is now at the Second Bank of the United States. Seven life-sized allegorical figures by him (1820–22) are exhibited at the Philadelphia Masonic Temple. Collections of his portrait busts can be found at the Library Company of Philadelphia and the American Philosophical Society, and a ship figurehead of Peace, at the Independence Seaport Museum. A ship figurehead of Benjamin Franklin is at Yale University Art Gallery. An 1817 portrait bust of George Washington is in the collection of the American Revolution Center.
The largest collection of Rush's work can be found at the Philadelphia Museum of Art, including Comedy, Tragedy, The Schuylkill Chained, The Waterworks, portrait busts, and the 1872 bronze casting of Water Nymph and Bittern (on loan from the Fairmount Park Commission). The museum's holdings include many of Thomas Eakins's sketches and studies related to his paintings of Rush, along with the most famous painting: William Rush Carving his Allegorical Figure of the Schuylkill River (aka William Rush and His Model), 1876–77, oil on canvas (mounted on Masonite), 20 1/8 x 26 1/8 inches (51.1 x 66.4 cm).
Eakins felt a strong personal connection to the sculptor, and returned to him as a subject late in life. In one of Eakins's final paintings, created almost exactly a century after Rush's carving of Water Nymph and Bittern, the painter seems to have portrayed himself as Rush.